# Armas Toivonen
Armas Adam Toivonen (Halikko, 20 gennaio 1899 – Helsinki, 12 settembre 1973) è stato un maratoneta finlandese, medaglia di bronzo ai Giochi olimpici di Los Angeles 1932.
Ha inoltre conquistato l'oro europeo nella prima edizione dei campionati, tenutasi a Torino nel 1934.

## Altre competizioni internazionali
1931
- Oro alla Maratona di Viipuri ( Viipuri) - 2h35'55"

1932
- Oro alla Maratona di Viipuri ( Viipuri) - 2h35'50"

1934
- Oro alla Maratona di Torino ( Torino) - 2h52'29"